# Recviem (Mozart)

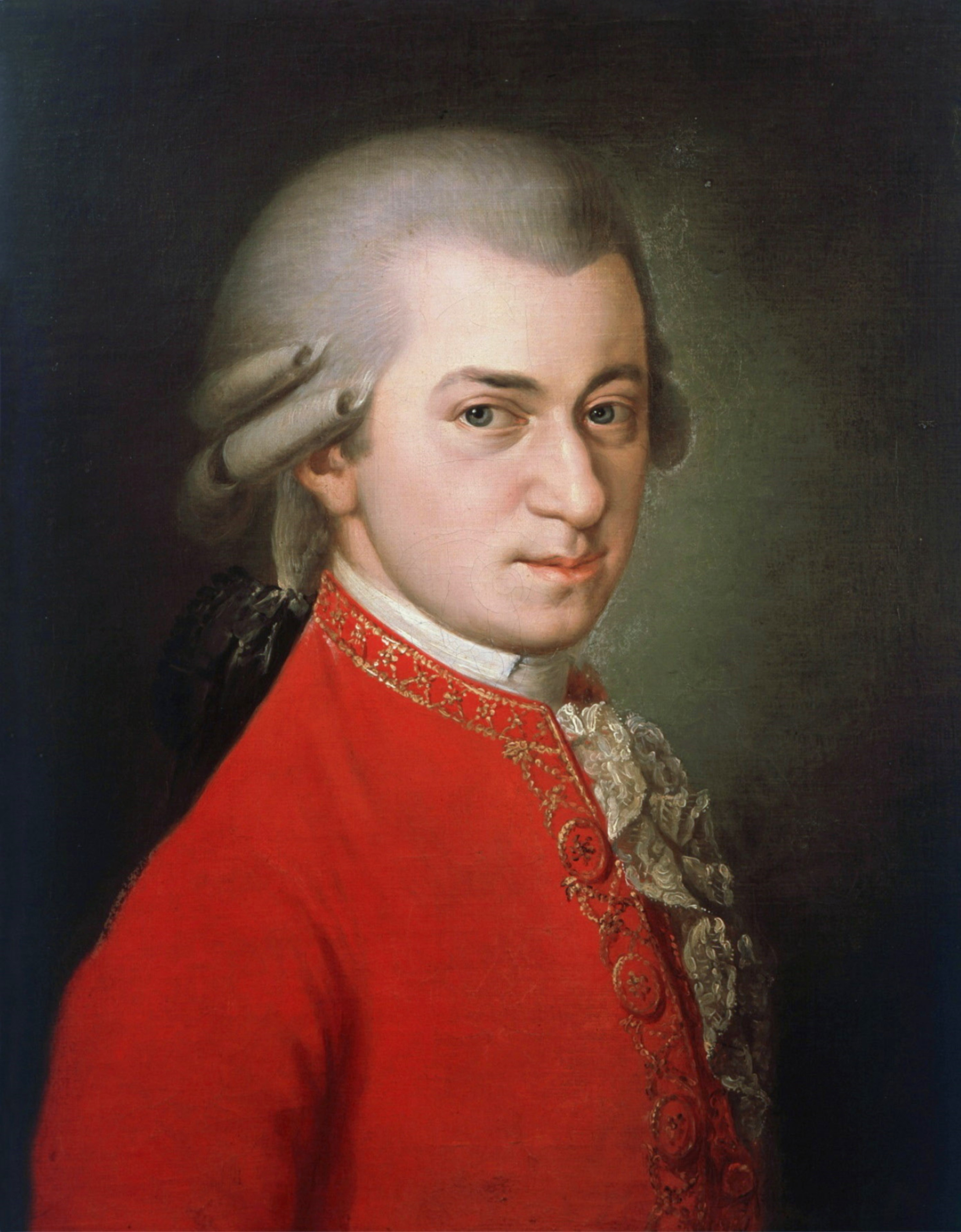
Portretul postum al lui Wolfgang Amadeus Mozart de Barbara Kraft

Recviemul în re minor (KV 626) din anul 1791 este ultima compoziție a lui Wolfgang Amadeus Mozart. Deși doar aproximativ două treimi din lucrare au fost scrise de el și în pofida faptului că nu este singurul recviem compus de Mozart, Recviemul în re minor, cu numărul KV 626 în catalogul Köchel, este una din operele sale cele mai cunoscute și apreciate. Mozart a murit în timpul compunerii. Părți ale compoziției au fost interpretate în premieră pe 10 decembrie 1791, în Biserica Sfântul Mihail din Viena, la slujba de pomenire a compozitorului.  
Pentru că era o operă comisionată, Recviemul a fost terminat de doi elevi ai lui Mozart, Joseph Eybler și Franz Xaver Süßmayr, însărcinați în acest scop de văduva compozitorului, Constanze Mozart. Geneza operei și calitatea adăugirilor ulterioare sunt dezbătute de foarte mult timp. Circumstanțele neobișnuite ale elaborării compoziției și legătura temporală cu moartea prematură a compozitorului au dus la formarea unei multitudini de mituri în jurul recviemului.

## Circumstanțele compunerii recviemului
În ultimii ani dinaintea morții sale, Mozart s-a dedicat tot mai mult muzicii religioase – o mulțime de fragmente de Kyrii sunt datate aparținând anilor 1787–1791. Compozitorul a încercat să își asigure un mijloc suplimentar de venit în domeniul muzicii sacre, dovadă fiind numirea sa în funcția de adjunct al lui Leopold Hofmann, capelmaistrul (în germană Domkapellmeister) Catedralei Sfântul Ștefan din Viena. Funcția de adjunct era neplătită, însă Mozart spera ca astfel să îi fie asigurată succesiunea în funcția de capelmaistru, care era remunerată cu 2.000 de guldeni.
În cursul anului 1791 Mozart a fost însărcinat prin intermediari de contele Franz von Walsegg să compună un recviem, primind în avans o jumătate din plată. S-a orientat după textul standard al recviemului și a renunțat doar la piesele Graduale și Tractus. Ca model se poate să fi folosit Recviemul în do minor al lui Michael Haydn, la a cărui avanpremieră Mozart, în vârstă de 15 ani, cântase în orchestră.
În timpul elaborării Recviemului, Mozart s-a îmbolnăvit grav. Până la moartea sa din 5 decembrie 1791, reușise să aștearnă pe hârtie în întregime (adică atât partea orchestrală cât și vocală) doar primul segment al compoziției, Introitus. Din următoarele părți, Kyrie eleison și cea mai mare parte a secvenței Dies irae (de la Kyrie până la Confutatis), erau finalizate de Mozart doar părțile melodice vocale și de basso continuo. În plus erau schițate și alte bucăți din orchestrație (de exemplu soloul de trombon din Tuba mirum și vocile primelor viori). Ultima parte a acestei secvențe, Lacrimosa, se întrerupe după primele opt măsuri. În anii 1960 a fost găsită chiar și o schiță pentru o fugă Amen, care ar fi încheiat probabil secvența după Lacrimosa. Din cele două părți ale Offertorium-ului, Domine Jesu Christe și Hostias, erau schițate vocile și parțial basul. Sanctus, Benedictus, Agnus Dei și Communio lipseau complet. 

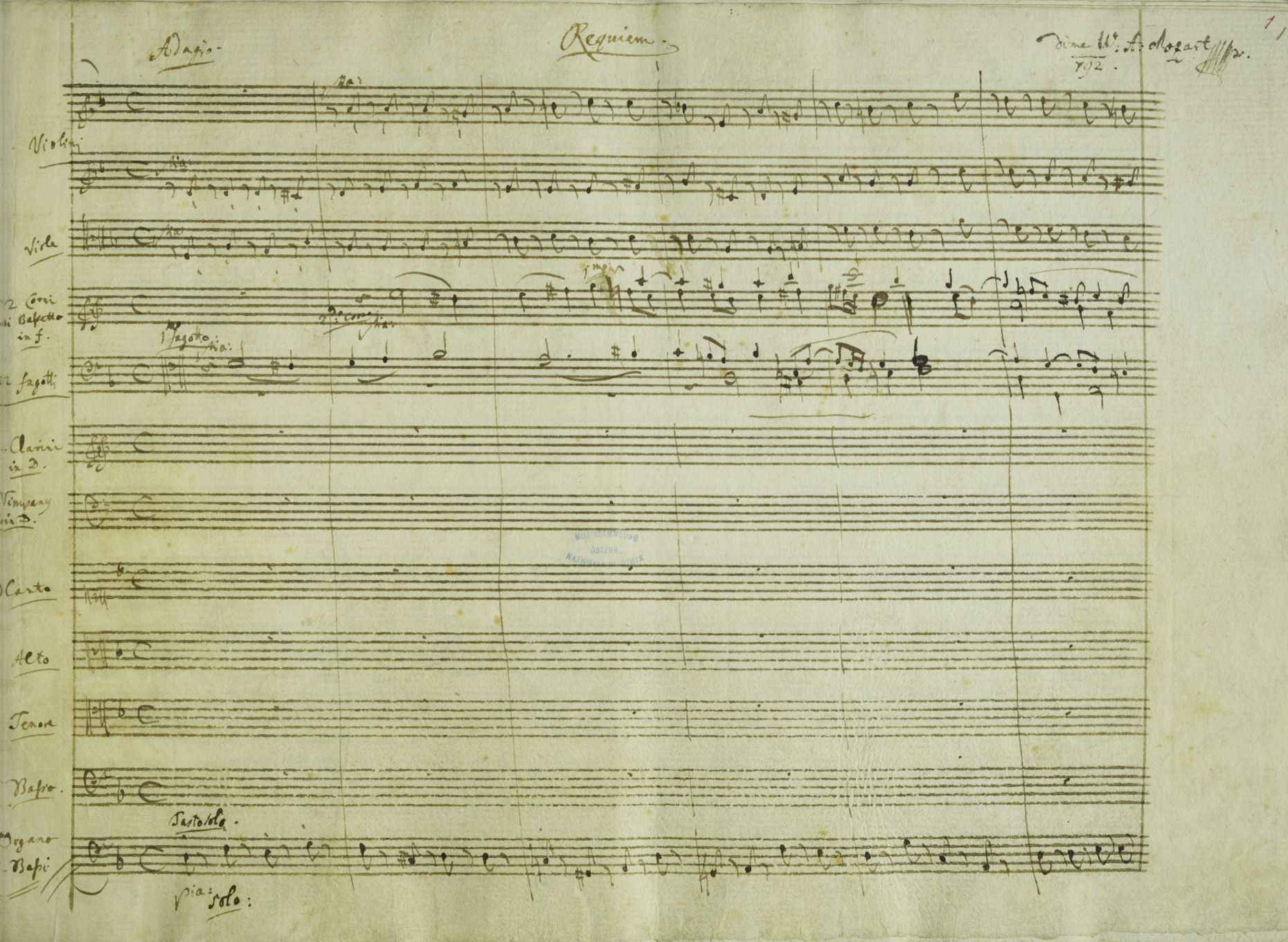
Detaliu al manuscrisului livrat al Recviemului lui Mozart. Biblioteca națională a Austriei: Codex 17561a, folio 1 (recto)

Văduva lui Mozart, Constanze Mozart, era interesată ca lucrarea să fie terminată, pentru a nu fi nevoită să plătească avansul înapoi și pentru a primi cealaltă jumătate a onorariului, prevăzută a fi plătită la livrare. De aceea a apelat la foști elevi ai lui Mozart pentru terminarea lucrării. Joseph Eybler a fost primul, el instrumentând toate părțile de la Dies irae până la Lacrimosa, apoi a renunțat, din motive necunoscute. Adăugirile sale au fost înscrise direct în manuscrisul olograf al lui Mozart.
Continuarea lucrării a fost încredințată după aceea unui alt tânăr compozitor, tot elev al lui Mozart, Franz Xaver Süßmayr, care și-a putut baza munca pe instrumentația lui Eybler. Süßmayr a completat orchestrația secvenței Dies Irae - Lacrimosa și a Offertorium-ului. A terminat Lacrimosa, din care Mozart scrisese doar primele opt măsuri, și a compus trei segmente, Sanctus, Benedictus și Agnus Dei. Apoi a completat segmentul Communio (Lux aeterna), parafrazând din Introitus și Kyrie eleison. Este neclar dacă părțile de trompetă și timpan din Kyrie eleison sunt scrise tot de Süßmayr, cercetarea mai nouă atribuindu-le unui anonim.
Adăugirile la Kyrie și completările lui Eybler au fost înscrise de acesta direct în partitura lui Mozart, care este numită în literatura de specialitate Arbeitspartitur (în română partitura de lucru). Când Süßmayr s-a apucat de treabă, el a copiat-o (efectuând modificări la contribuțiile lui Eybler) într-o nouă partitură, numită Ablieferungspartitur (în română partitura de livrare). Primul manuscris conține scrisul autograf al lui Mozart și Eybler. Al doilea, cel complet, conține doar scrisul lui Süßmayr, care a adăugat și o semnătură falsificată a lui Mozart, datată 1792, pentru a convinge clientul asupra veridicității operei; a fost predat intermediarului grofului Walsegg, rămas inițial anonim. Între 1830 și 1840 ambele manuscrise au ajuns în Wiener Hofbibliothek (în română Biblioteca vieneză a Curții, astăzi Biblioteca Națională a Austriei).

## Muzica
Lucrarea, care are structura unei mise, este compusă din 12 părți (Dies irae, Tuba mirum, Rex tremendae, Recordare, Confutatis, Lacrimosa, Domine Jesu, Hostias, Andante, Sanctus, Benedictus, Agnus Dei), având la bază șase strofe ale unui text poetic latin din veacul XIII și șase texte liturgice, ce fac parte din slujba funerară, partea denumită „Lacrimosa” fiind cea mai cunoscută. Recviemul este scris pentru patru voci soliste (soprano, alto, tenor, bas), cor mixt și orchestră.

### Structura operei
(în prelucrarea tradițională a lui F.X. Süßmayr)
I. Introitus: Requiem aeternam, adagio, re minor (cor, solo de soprană, cor). Urmată nemijlocit de:
II. Kyrie, allegro, re minor (fugă) (cor)
III. Sequenz
1. Dies irae, Allegro assai, re minor (cor)
2. Tuba mirum, andante, si major (cvartet de soliști)
3. Rex tremendae, sol minor (cor)
4. Recordare, fa major (cvartet de soliști)
5. Confutatis, andante, la (cor)
6. Lacrimosa, re minor (cor)

IV. Offertorium
1. Domine Jesu, andante con moto, sol minor (cor, soliști), fugă Quam olim Abrahae (cor)
2. Hostias, Es (cor) cu repetarea fugii Quam olim Abrahae

V. Sanctus, adagio, re major și fuga Osanna (Chor)
VI. Benedictus, andante, si major (cvartet de soliști) și fuga Osanna (cor)
VII. Agnus Dei, re minor (cor). Urmată nemijlocit de:
VIII. Communio: Lux aeterna, Adagio, re minor (Sopransolo, Chor) + Allegro, re minor (Fuge, Chor) (parafrază a segmentelor Introitus [de la măsura 19] și Kyrie eleison)

## Audiții
Se știe că în iulie 1791 contele Franz Walsegg-Stupach i-a comandat lui Mozart Recviemul, în amintirea soției sale, prin intermediul servitorului său Franz Anton Leitgeb, fără a-și divulga identitatea. Pe măsură ce compoziția avansa, boala de care suferea Mozart se agrava. Deoarece nu știa cine îi comandase lucrarea, se pare că în mintea compozitorului a apărut ideea că Recviemul este compus pentru propria sa înmormântare. Este posibil ca la înmormântarea lui să fi fost cântate segmentele Introitus și Kyrie eleison.
Prima audiție a avut loc la Viena în 1793, fiind organizată de Gerard van Swieten, un prieten al compozitorului defunct. Recviemul a fost interpretat în 1809 la funeraliile lui Joseph Haydn și, 40 de ani mai târziu, la cele ale lui Frédéric Chopin.

## Mituri
Având în vedere circumstanțele descrise mai sus și suma de detalii și dileme neclarificate în jurul elaborării compoziției, pare inevitabil ca un mare număr de mituri să fi apărut. În primul rând, s-a speculat foarte mult pe marginea rolului jucat de compozitorul italian Antonio Salieri în comandarea și completarea recviemului, pe de o parte, și în moartea lui Mozart, pe de altă parte. Mitul implicării lui Salieri pare a fi început în secolul al XIX-lea, odată cu piesa Mozart și Salieri a lui Alexandr Sergheevici Pușkin, care a fost utilizată de către Rimski-Korsakov drept libret al unei opere. În ciuda improbabilității ei, această „teorie” a fost preluată și dramatizată de Peter Schaffer, piesa fiind baza filmului de succes Amadeus (1984), al regizorului Miloš Forman.

## Partituri
- Mozart/Günter Brosche: Requiem KV 626. Vollständige Faksimile-Ausgabe im Originalformat der Originalhandschrift in zwei Teilen nach den Musikalischen Handschriften 17.561 der Musiksammlung der österreichischen Nationalbibliothek. Akademische Druck- u. Verlagsanstalt, 1990, ISBN 3-201-01508-3
- Mozart: Requiem für vier Solostimmen, Chor und Orchester KV 626 / Urtext des Fragments ergänzt von Franz Beyer (Partitur), Edition Peters, Frankfurt 1979 u.ö.
- Mozart: Requiem K 626, überarbeitet und hrsg. von Richard Maunder, Oxford University Press, 1988
- Mozart: Requiem. Mozarts Fragment mit den Ergänzungen von Joseph von Eybler und Franz Xaver Süßmayr, vervollständigt und hrsg. von H. C. Robbins Landon, Wiesbaden, Breitkopf & Härtel, 1992
- Mozart Requiem K. 626. Completed by Duncan Druce, London, Novello, 1993
- Mozart: Requiem d-Moll KV 626, ergänzt von Robert D. Levin, Neuhausen und Stuttgart, Hänssler und Carus Verlag, 1994